# Aung La Nsang
Aung La Maung Nsang  (en birmano: အောင်လအန်ဆန်း; Myitkyina, Estado Kachin, 21 de mayo de 1985) es un artista marcial mixto birmanoestadounidense que actualmente compite en la categoría de peso mediano de ONE Championship, donde fue Campeón Mundial de Peso Mediano de ONE y Campeón Mundial de Peso Semipesado de ONE.

## Primeros años
Aung La nació en Myitkyina, Estado Kachin, Birmania, hijo de padres kachinos cristianos Nsang Tu Awng, un comerciante de joyas, y su esposa Shadan Nang Bu. Es el tercero de cinco hermanos. Asistió a la secundaria en la Escuela Internacional de Rangún. En 2003 se mudó a Estados Unidos para estudiar Ciencias de la Agricultura en la Universidad Andrews en Berrien Springs, Míchigan. Se graduó en 2007 y trabajó como agricultor migratorio mientras continuaba con su entrenamiento de MMA.
Aung La Nsang obtuvo su apodo de la "Pitón Birmana" mientras entranaba en el Medio Oeste. Un promotor del medio oeste le preguntó de donde era y no sabía donde se localizaba Birmania.  Aung La Nsang le dijo que era de donde es la Pitón Birmana y el promotor lo llamó así.

## Carrera de artes marciales mixtas

### ONE Championship
Hizo su debut en ONE Championship en junio de 2014, derrotando a Mahmoud Salama por KO en el primer asalto.
Luego de firmar con ONE en 2014, Aung La Nsang regresó a Birmania luego de dos años en ONE Championship: Union of Warriors. El 18 de marzo de 2016, peleó en Rangún por primera vez, derrotnado a Mohamed Ali por sumisión.

#### 2017: Campeonato de Peso Mediano de ONE
El 14 de enero de 2017, Aung La Nsang desafió a Vitaly Bigdash por el Campeonato Mundial de Peso Mediano de ONE en ONE Championship: Quest for Power. Perdió la pelea por decisión unánime.
El 30 de junio de 2017, se convirtió en el primer campeón mundial de Birmania, derrotando a Vitaly Bigdash en ONE Championship: Light of a Nation para ganar el Campeonato Mundial de Peso Mediano de ONE.
El 3 de noviembre de 2017, Aung La Nsang enfrentó a Alain Ngalani en ONE Championship: Hero's Dream en la primera pelea de peso abierto en la historia de ONE Championship, ganando por sumisión.

#### 2018: Defensas titulares y Campeonato de Peso Semipesado de ONE
El 23 de febrero de 2018, derrotó a Alexandre Machado en ONE Championship: Quest for Gold en Rangún para ganar el Campeón Mundial de Peso Semipesado de ONE para convertirse en sólo el segundo peleador, detrás de Martin Nguyen, en ganar títulos en ONE Championship en dos divisiones.
El 29 de junio de 2018, Aung La Nsang defendió el Campeonato de Peso Mediano de ONE por primera vez contra Ken Hasegawa en ONE Championship: Spirit of a Warrior en Rangún. Derrotó a Hasegawa por TKO en el quinto asalto para retener el título.
El 26 de octubre de 2018, derrotó a Mohammad Karaki por TKO en ONE Championship: Pursuit of Greatness en Rangún para tener su título de Peso Mediano de ONE.

#### 2019: Defensas titulares
El 31 de marzo de 2019, defendió su título contra Ken Hasegawa por segunda vez en ONE Championship: A New Era en Tokio, reteniendo su título de Peso Mediano de ONE por TKO.
Luego de su defensa titular contra Hasegawa, Aung La firmó un nuevo contrato de diez peleas con ONE Championship.
Aung La hizo la primera defensa de su Campeonato de Peso Semipesado de ONE contra Brandon Vera en ONE Championship: Century el 13 de octubre de 2019. Aung La derrotó a Vera por TKO en el segundo asalto para defender exitosamente su título de Peso Semipesado de ONE.

#### 2020: Pérdida del Campeonato de Peso Mediano
Se esperaba que Aung La Nsang defendiera su Campeonato de Peso Mediano de ONE contra Reinier de Ridder, en un evento y fecha por determinar. Sin embargo, de Ridder se retiró de la pelea. Aung La iba a enfrentar al ex-campeón de peso mediano Vitaly Bigdash por tercera vez en ONE Infinity 1 el 10 de abril de 2020.
El 9 de septiembre de 2020, se anunció que Aung La defendería su Campeonato Mundial de Peso Mediano de ONE contra Reinier de Ridder en ONE Championship: Inside the Matrix el 30 de octubre de 2020. Aung La perdió por sumisión en el primer asalto, terminando su reinado como Campeón de Peso Mediano de ONE.

#### 2021: Pérdida del Campeonato de Peso Semipesado
Se esperaba que Aung La defendiera su Campeonato de Peso Semipesado de ONE contra Vitaly Bigdash en una trilogía en ONE on TNT 4 el 28 de abril de 2021. Luego de que Vitaly Bigdash diera positivo por COVID-19, Reinier de Ridder tomaría su lugar. Perdió la pelea y el título por unánime.
Aung La enfrentó al contendiente de Peso Mediano de ONE Leandro Ataides en ONE Championship: Battleground el 30 de julio de 2021. Ganó la pelea por KO en el primer asalto.

#### 2022
Aung La enfrentó al ex-Campeón de Peso Mediano de ONE Vitaly Bigdash en una trilogía en ONE: Full Circle el 25 de febrero de 2022. Perdió la pelea por decisión unánime.
Aung La estaba programado para enfrentar a Yushin Okami en ONE on Prime Video 4 el 19 de noviembre de 2022. Sin embargo, la pelea fue trasladada a ONE 163. Ganó la pelea por TKO en el primer asalto y durante su entrevista posterior a la pelea rindió tributo a su compañero de entrenamiento Anthony "Rumble" Johnson, que había fallecido esa semana.

#### 2023
Aung La estaba programado para enfrentar a Fan Rong el 13 de febrero de 2023, en ONE on Prime Video 6. Sin embargo, Rong se retiró de la pelea luego de haber dado postivo por COVID-19 y fue remplazado por Gilberto Galvão en peso pactado en 215 libras. Ganó la pelea por TKO en el primer asalto. Esta victoria lo hizo merecedor del premio de Actuación de la Noche.
La pelea contra Fan Rong fue reagendada para el 5 de mayo de 2023, en ONE Fight Night 10. Ganó la pelea por sumisión en el segundo asalto.

## Campeonatos y logros
- ONE Championship
  - Campeonato Mundial de Peso Mediano de ONE (Una vez)
    - Tres defensas titulares exitosas

  - Campeón Mundial de Peso Semipesado de ONE (Una vez)
    - Una defensa titular exitosa

  - Actuación de la Noche (Una vez) vs. Gilberto Galvão[37]
- World MMA Awards
  - Peleador Internacional del Año 2019[39]

## Récord en artes marciales mixtas
| Récord profesional | Récord profesional | Récord profesional |
| 44 peleas          | 30 victorias       | 13 derrotas        |
| ------------------ | ------------------ | ------------------ |
| Nocaut             | 15                 | 4                  |
| Sumisión           | 13                 | 3                  |
| Decisión           | 2                  | 6                  |
| Sin resultado      | 1                  | 1                  |

| Resultado     | Récord    | Oponente           | Método                            | Evento                               | Fecha                   | Ronda | Tiempo | Localización                 | Notas                                             |
| ------------- | --------- | ------------------ | --------------------------------- | ------------------------------------ | ----------------------- | ----- | ------ | ---------------------------- | ------------------------------------------------- |
| Victoria      | 30–13 (1) | Fan Rong           | Sumisión (guillotine choke)       | ONE Fight Night 10                   | 5 de mayo de 2023       | 2     | 0:48   | Broomfield, Colorado         |                                                   |
| Victoria      | 29–13 (1) | Gilberto Galvao    | TKO (golpes)                      | ONE Fight Night 6                    | 13 de enero de 2023     | 1     | 1:29   | Bangkok                      | Peso pactado (215 lbs). Actuación de la Noche.    |
| Victoria      | 28–13 (1) | Yushin Okami       | TKO (golpes)                      | ONE 163                              | 19 de noviembre de 2022 | 1     | 1:42   | Kallang                      |                                                   |
| Derrota       | 27–13 (1) | Vitaly Bigdash     | Decisión (unánime)                | ONE: Full Circle                     | 25 de febrero de 2022   | 3     | 5:00   | Kallang                      | Peso pactado (209 lbs). Bigdash no dio el peso.   |
| Victoria      | 27–12 (1) | Leandro Ataides    | KO (golpes)                       | ONE 139: Battleground                | 30 de julio de 2021     | 1     | 3:45   | Kallang                      | Peso pactado (215 lbs).                           |
| Derrota       | 26–12 (1) | Reinier de Ridder  | Decisión (unánime)                | ONE 135: ONE on TNT 4                | 28 de abril de 2021     | 5     | 5:00   | Kallang                      | Perdió el Campeonato de Peso Semipesado de ONE.   |
| Derrota       | 26–11 (1) | Reinier de Ridder  | Sumisión (rear-naked choke)       | ONE 118: Inside the Matrix           | 30 de octubre de 2020   | 1     | 3:26   | Kallang                      | Perdió el Campeonato de Peso Mediano de ONE.      |
| Victoria      | 26–10 (1) | Brandon Vera       | TKO (golpes)                      | ONE Championship 100: Century Part 2 | 13 de octubre de 2019   | 2     | 3:23   | Tokio                        | Defendió el Campeonato de Peso Semipesado de ONE. |
| Victoria      | 25–10 (1) | Ken Hasegawa       | TKO (golpes)                      | ONE 90: A New Era                    | 31 de marzo de 2019     | 2     | 4:41   | Tokio                        | Defendió el Campeonato de Peso Semipesado de ONE. |
| Victoria      | 24–10 (1) | Mohammad Karaki    | TKO (golpes)                      | ONE 80: Pursuit of Greatness         | 26 de octubre de 2018   | 1     | 2:21   | Rangún                       | Defendió el Campeonato de Peso Semipesado de ONE. |
| Victoria      | 23–10 (1) | Ken Hasegawa       | KO (puñetazo)                     | ONE 73: Spirit of a Warrior          | 29 de junio de 2018     | 5     | 3:13   | Rangún                       | Defendió el Campeonato de Peso Semipesado de ONE. |
| Victoria      | 22–10 (1) | Alexandre Machado  | TKO (patada a la cabeza y golpes) | ONE 66: Quest for Gold               | 23 de febrero de 2018   | 1     | 0:56   | Rangún                       | Ganó el Campeonato de Peso Semipesado de ONE.     |
| Victoria      | 21–10 (1) | Alain Ngalani      | Sumisión (guillotine choke)       | ONE 60: Hero's Dream                 | 3 de noviembre de 2017  | 1     | 4:31   | Rangún                       | Pelea en peso abierto.                            |
| Victoria      | 20–10 (1) | Vitaly Bigdash     | Decisión (unánime)                | ONE 55: Light of a Nation            | 30 de junio de 2017     | 5     | 5:00   | Rangún                       | Ganó el Campeonato de Peso Mediano de ONE.        |
| Derrota       | 19–10 (1) | Vitaly Bigdash     | Decisión (unánime)                | ONE 50: Quest for Power              | 14 de enero de 2017     | 5     | 5:00   | Yakarta                      | Por el Campeonato de Peso Mediano de ONE.         |
| Victoria      | 19–9 (1)  | Michal Pasternak   | Decisión (unánime)                | ONE 47: State of Warriors            | 7 de octubre de 2016    | 3     | 5:00   | Rangún                       |                                                   |
| Victoria      | 18–9 (1)  | Aleksei Butorin    | Sumisión (arm-triangle choke)     | ONE 43: Dynasty of Champions 6       | 2 de julio de 2016      | 2     | 1:57   | Hefei                        |                                                   |
| Victoria      | 17–9 (1)  | Mohamed Ali        | Sumisión (guillotine choke)       | ONE 39: Union of Warriors            | 18 de marzo de 2016     | 1     | 2:38   | Rangún                       |                                                   |
| Victoria      | 16–9 (1)  | Mahmoud Salama     | KO (golpes)                       | ONE FC 17: Era of Champions          | 14 de junio de 2014     | 1     | 1:07   | Yakarta                      |                                                   |
| Derrota       | 15–9 (1)  | Jonavin Webb       | TKO (rodillazo)                   | CFFC 28: Brenneman vs. Baker         | 26 de agosto de 2013    | 1     | 2:41   | Atlantic City, New Jersey    | Pelea en peso wélter.                             |
| Victoria      | 15–8 (1)  | Shedrick Goodridge | Sumisión (guillotine choke)       | CFFC 26: Sullivan vs. Martinez       | 17 de agosto de 2013    | 2     | 1:44   | Atlantic City, New Jersey    |                                                   |
| Sin Resultado | 14–8 (1)  | Kyle Backer        | Sin Resultado                     | CFFC 23: Nsang vs. Baker             | 13 de abril de 2013     | 1     | 0:24   | King of Prussia, Pensilvania | Pelea en peso wélter.                             |
| Victoria      | 14–8      | Jason Louck        | KO (puñetazo)                     | CFFC 17: Nsang vs. Louck             | 13 de octubre de 2012   | 1     | 2:30   | Dover, Delaware              |                                                   |
| Victoria      | 13–8      | Jesús Martínez     | TKO (golpes)                      | Bellator 68                          | 11 de mayo de 2012      | 1     | 0:36   | Atlantic City, New Jersey    | Pelea en peso pactado (175 lbs).                  |
| Derrota       | 12–8      | Sam Oropeza        | Sumisión (guillotine choke)       | Matrix Fights 5                      | 26 de marzo de 2012     | 2     | 0:56   | Filadelfia, Pensilvania      |                                                   |
| Derrota       | 12–7      | Drew Puzon         | Decisión (unánime)                | ROC 38: Ring of Combat 38            | 18 de noviembre de 2011 | 3     | 4:00   | Atlantic City, New Jersey    |                                                   |
| Victoria      | 12–6      | Casey Manrique     | TKO (golpes)                      | ROC 37: Ring of Combat 37            | 9 de septiembre de 2011 | 2     | 1:03   | Atlantic City, New Jersey    |                                                   |
| Derrota       | 11–6      | Uriah Hall         | KO (puñetazo)                     | ROC 35: Ring of Combat 35            | 8 de agosto de 2011     | 3     | 1:37   | Atlantic City, New Jersey    |                                                   |
| Victoria      | 11–5      | Mitch Whitesel     | Sumisión (guillotine choke)       | ROC 34: Ring of Combat 34            | 24 de febrero de 2011   | 1     | 3:09   | Atlantic City, New Jersey    | Debut en peso mediano.                            |
| Derrota       | 10–5      | Costas Philippou   | TKO (golpes)                      | ROC 33: Ring of Combat 33            | 3 de diciembre de 2010  | 1     | 0:11   | Atlantic City, New Jersey    | Pelea en peso pactado (188 lbs).                  |
| Victoria      | 10–4      | Chris Price        | Sumisión (guillotine choke)       | C3: Furious                          | 9 de mayo de 2009       | 1     | 1:37   | Hammond, Indiana             |                                                   |
| Victoria      | 9–4       | Steve Evan Dau     | Sumisión (armbar)                 | C3: Domination                       | 22 de noviembre de 2008 | 2     | 1:47   | Hammond, Indiana             |                                                   |
| Victoria      | 8–4       | Josh Mix           | Sumisión (armbar)                 | MFL: Michiana Fight League           | 8 de agosto de 2008     | 1     | 1:03   | Plymouth, Indiana            |                                                   |
| Derrota       | 7–4       | James Lee          | Sumisión (heel hook)              | KOTC: Explosion                      | 15 de junio de 2007     | 1     | 3:51   | Mount Pleasant, Míchigan     |                                                   |
| Victoria      | 7–3       | Shawn McCully      | Sumisión (armbar)                 | CFC 1: Cage Fighting Championships 1 | 31 de marzo de 2007     | 1     | 0:59   | Estados Unidos               |                                                   |
| Derrota       | 6–3       | Julio Paulino      | Decisión (unánime)                | CFC 1: Cage Fighting Championships 1 | 31 de marzo de 2007     | 3     | 5:00   | Estados Unidos               |                                                   |
| Victoria      | 6–2       | Erik Brettin       | KO                                | Heartland: Ground n Pound            | 23 de febrero de 2007   | 1     | 0:18   | South Bend, Indiana          |                                                   |
| Derrota       | 5–2       | Jim Martens        | Decisión (unánime)                | KOTC: Mass Destruction               | 26 de enero de 2007     | 2     | 5:00   | Mount Pleasant, Míchigan     |                                                   |
| Victoria      | 5–1       | Brandon Griffins   | Sumisión (armbar)                 | KOTC: Meltdown                       | 7 de octubre de 2006    | 1     | 0:52   | Indianápolis, Indiana        |                                                   |
| Victoria      | 4–1       | Jason Law          | Sumisión                          | UFL 2 - United Fight League 2        | 25 de agosto de 2006    | 1     | 0:00   | Indianápolis, Indiana        |                                                   |
| Victoria      | 3–1       | Steve Lapear       | KO (golpes)                       | Heartland - Ground n Pound           | 7 de junio de 2006      | 1     | 0:40   | South Bend, Indiana          |                                                   |
| Victoria      | 2–1       | Noel Gómez         | Sumisión (armbar)                 | UT: Ultimate Throwdown               | 13 de mayo de 2006      | 1     | 2:25   | Mishawaka, Indiana           |                                                   |
| Victoria      | 1–1       | Halton Flowers     | KO                                | CF: Champions Factory                | 11 de marzo de 2006     | 1     | 0:00   | Mishawaka, Indiana           |                                                   |
| Derrota       | 0–1       | Emerson Rushing    | TKO (paro médico)                 | TFC 3: Total Fight Challenge 3       | 25 de marzo de 2005     | 1     | 2:24   | Hammond, Indiana             | Debut en peso semipesado.                         |